# Carmópolis de Minas
Carmópolis de Minas là một đô thị thuộc bang Minas Gerais, Brasil. Đô thị này có diện tích 400,621 km², dân số năm 2007 là 15743 người, mật độ 37,1 người/km².